# マルシュアース (小惑星)
(343158) マルシュアース（英語: Marsyas）とは、アポロ群に属する地球近傍小惑星の1つである。2009年4月29日にカタリナ・スカイサーベイによる観測から発見され、2025年時点で太陽の自転方向に対して逆行することが知られている逆行小惑星の中では最も軌道長半径が小さいことが知られている。

## 発見と名称
2009年4月29日にアメリカ合衆国のアリゾナ州にあるカタリナ観測所にて行われているカタリナ・スカイサーベイによる観測から初めて発見された。同年5月1日に小惑星センターから発行された小惑星電子回報 (Minor Planet Electronic Circular, MPEC) により、仮符号 2009 HC82 が付与された。なお、正式に新たな天体として初めて発見されたのはこのカタリナ・スカイサーベイによるものであるが、その約1ヶ月前の同年3月18日にニューメキシコ州のアパッチ・ポイント天文台で行われている Apache Point-Sloan Digital Sky Survey によって3回観測されていた記録が残っている。
軌道解析の精査によって軌道が確定したことで、2012年10月29日に小惑星センターより発行された小惑星回報「M.P.C. 80962」にて小惑星番号343,158番が付与された。そして2021年5月14日に、国際天文学連合の小天体の命名に関するワーキンググループ (Working Group for Small Bodies Nomenclature, WGSBN) により、2009 HC82 にギリシャ神話のアポローンに敵対したサテュロスであるマルシュアースに因んで Marsyas と正式に命名された。この命名においては、この天体が (1862) アポロなどのアポロ群を含む主要な天体の軌道に対して逆行していることが理由として挙げられている。

## 軌道の性質
マルシュアースの太陽からの軌道長半径は約 2.527 au（約3億7800万 km）と小惑星帯に近いが、軌道離心率が 0.8 を超えているため、近日点では金星軌道よりも内側である約 0.488 au（約7300万 km）まで接近し、遠日点では約 4.566 au（約6億8300万 km）まで遠ざかるという極端な楕円軌道を描いており、約4年の公転周期で公転している。また、軌道傾斜角は約154.4度もあり、これはマルシュアースが太陽系内でも珍しい逆行軌道を持つ逆行小惑星であることを示している。さらに、地球軌道を横断するアポロ群に属する地球横断小惑星でもあり、2025年時点で地球軌道を横断することが知られている逆行小惑星はマルシュアースと 2020 BZ12 の2例しか知られておらず、また、全ての既知の逆行小惑星の中でも最も太陽に近い近日点・遠日点距離、軌道長半径、および最も短い公転周期を持つ。
逆行軌道を公転している、かつ地球付近を頻繁に通過する特性から、マルシュアースは地球から 0.5 au 以内に接近する天体の中で、最も地球に対する相対速度が大きな天体であり、小惑星としては唯一地球に対する相対速度が 70 km/s 以上になる天体である。1900年から2200年までの期間で最も大きな値は、1956年8月10日の最接近時の値で、最速で 81.05 km/s と推定されている。
なお、マルシュアースは地球近傍小惑星には分類されるが、地球軌道との最小交差距離 (Earth MOID) は約 0.148 au（約2億8800万 km）であるため、最小交差距離が 0.05 au（約750万 km）以下になるという条件を満たす必要がある潜在的に危険な小惑星 (PHA) には分類されない。しかし、発見された当初は地球軌道に対する最小交差距離が 0.0235 au（約350万 km）しかないと計算されたため、一時的に潜在的に危険な小惑星に分類されたことがあり、地球への衝突リスクも評価されていたが、2009年5月6日には地球への潜在的な衝突可能性は排除されている。

## 物理的性質
マルシュアースの絶対等級 (H) は16.28等級である。天体の大きさはアルベド（反射率）が分からないと真の直径を推定できないが、アルベドを 0.05 から 0.25 の範囲と仮定すると、マルシュアースの直径は 1.5 km から 3.3 km と概算される。

## 惑星との接近

### 地球
マルシュアースは逆行小惑星で軌道がかなり傾いているが、地球とは頻繁に接近する。ただし、近年はマルシュアースが地球には大きく接近しない空白期となっている。最後に接近したのは2024年11月11日の約 0.487 au（約7282万 km）であり、これから約4年ごとに地球へ接近していくが、約 0.179 au（約2677万 km）にまで接近する2080年12月30日までは最接近時の地球からの距離は小さくなる傾向にある。

### その他の天体
マルシュアースは、むしろ金星や火星により接近する小惑星である。金星に最も接近するのは、前回は1992年10月24日に約 0.102 au（約1526万 km）まで接近し、次回は2045年1月26日に約 0.127 au（約1896万 km）まで接近する。なお、マルシュアースの金星に対する相対速度は地球よりも大きくなることがあり、特に1940年7月14日に約 0.140 au（約2090万 km）まで接近した時は、相対速度が約 83.26 km/sに達していた。火星に最も接近するのは、前回は1972年5月29日で約 0.05 au（約750万 km）まで接近しており、次回は2060年10月22日に約 0.005 au（約76万 km）にまで接近する。